# Hymenochaete subferruginea
Hymenochaete subferruginea är en svampart som beskrevs av Bres. & Syd. 1914. Hymenochaete subferruginea ingår i släktet Hymenochaete och familjen Hymenochaetaceae.   Inga underarter finns listade i Catalogue of Life.